# Bavar-373
Bavar-373 (persisch باور-۳۷۳) (übersetzt: Glaube-373) ist ein iranisches mobiles, allwetterfähiges Langstrecken-Boden-Luft-Lenkwaffensystem zur Bekämpfung von Kampfflugzeugen, Drohnen, Marschflugkörpern und ballistischen Raketen.

## Name
„Bavar“ (persisch باور) ist ein persisches Wort für Glaube (an sich und eigene Fähigkeiten glauben) und soll im Zusammenhang zu der Entwicklung dieses Systems verdeutlichen, dass der Iran vom Erfolg der Entwicklung überzeugt ist. Die Zahl „373“ ist der Abdschad-Zahlenwert des Namens des islamischen Propheten Mohammeds.

## Geschichte
Das Bavar-373-System wurde im Jahr 2010 initiiert, als der Liefervertrag über die S-300PMU-1 mit Russland wegen der UN-Sanktionen 2012 endgültig platzte. Am 22. September 2010 sprach der damalige iranische Verteidigungsminister Ahmad Vahidi zu iranischen Medien und sagte: „Wir haben geplant, ein Langstrecken-Flugabwehrsystem ähnlich wie das S-300 herzustellen. Durch Gottes Gnade und den Bemühungen iranischer Ingenieure werden wir diesbezüglich Selbstständigkeit erlangen.“ Im September 2012 gab das iranische Verteidigungsministerium bekannt, dass bereits „30 % der Arbeiten“ abgeschlossen seien. Brigadegeneral Farzad Esmaili, Kommandeur der Luftverteidigungsbasis Khatam al-Anbiya, fügte dem hinzu, dass dieses System ein starker Konkurrent zum russischen S-300 werden würde und der Iran drei unterschiedliche Arten an Raketen für das System einsetzen wird, die über bessere Fähigkeiten verfügen Ziele aufzuspüren, sie zu identifizieren und zu zerstören, als das S-300. Startfahrzeuge für die Flugabwehrraketen und dem Bavar-373 zugeordnete Radarsysteme wurden bereits auf Militärparaden im Iran der Öffentlichkeit vorgestellt.
Iranische Staatsmedien stellen das Flugabwehrraketensystem als leistungsfähiger und moderner als das russische Vorbild dar.
Russland kehrte im Jahr 2015 seine Entscheidung, den Iran nicht mit dem S-300 auszustatten, um und fing an, die ersten Komponenten des S-300PMU-2 an den Iran zu liefern.
Am 21. August 2016 stellten der iranische Staatspräsident Hassan Rohani und Verteidigungsminister Hosein Dehqan das Flugabwehrsystem am Nationalen Tag der Verteidigungsindustrie vor.
Der militärwissenschaftliche Verlag „Jane's“ erklärte nach der Vorstellung des Bavar-373 am 21. August 2016: „Das Bavar-373 ist ein einzigartiges iranisches System, das eine ausgiebige Investition in die Fähigkeit Phased-Array-Radare herzustellen widerspiegelt.“
Der iranische Brigadegeneral Mahmoud Ebrahiminejad beschrieb das Bavar-373-System als „stärker und zuverlässiger“ als das russische S-300PMU-2-Flugabwehrraketensystem, welches der Iran im Jahr 2016 erhielt.
Am 22. August 2019, dem Tag der iranischen Verteidigungsindustrie, stellte der iranische Staatspräsident Hassan Rohani die finale Version des Flugabwehrsystems der Öffentlichkeit vor. Seinen Aussagen nach, wie iranische Medien berichten, soll das System leistungsstärker als das russische S-300-Flugabwehrraketensystem sein und eher dem moderneren S-400 ähneln. Brigadegeneral Shahrokh Shahram der iranischen Streitkräfte verglich das Bavar-373-Flugabwehrraketensystem neben dem russischen S-300 auch mit den US-amerikanischen Raketen- bzw. Flugabwehrsystemen THAAD und MIM-104 Patriot und behauptete, dass es besonders dem Patriot-System überlegen sei. Es verfügt über iranische Sayyad-4-Boden-Luft-Raketen, welche dazu in der Lage sind Drohnen, Kampfflugzeuge und Marschflugkörper auf eine Distanz von bis zu 200 km und in einer Höhe von bis zu 27 km zu bekämpfen.

## Technik
Eine Bavar-373-Batterie besteht aus folgenden Komponenten:
- insgesamt sechs Lenkwaffenstarter (TEL), die jeweils mit vier Raketenstartbehältern bestückt sind und auf 10x10 Zoljanah-LKWs montiert wurden
- ein bisher unbekanntes S-Band-AESA-Überwachungs- und Zielverfolgungsradar, welches auf einem 8x8 Zafar-LKW angebracht wurde
- ein ebenfalls bisher unbekanntes X-Band-AESA-Feuerleitradar, welches auf einem weiteren 8x8 Zafar-LKW angebracht wurde
- ein Kommando- und Kontrollfahrzeug

Laut iranischen Medien können mit dem Bavar-373 bis zu 100 (manchen Berichten zufolge 300) Ziele auf eine Entfernung von 300 km aufgespürt, davon 60 auf eine Entfernung von 250 km verfolgt und sechs Ziele mit bis zu 12 Sayyad-4-Raketen auf eine Distanz von 200 km gleichzeitig bekämpft werden.
Aus den Angaben einer Infografik der iranischen Nachrichtenagentur Fars und dem Bericht einer weiteren iranischen Agentur unews ergeben sich folgende Leistungsdaten für das Bavar-373:
- Maximaler Suchbereich: 320 km
- Maximale Zielverfolgungsentfernung: 260 km
- Maximale Abfangentfernung: 200 km
- Maximale Abfanghöhe: 27 km
- Minimal detektierbarer Radarquerschnitt des Ziels: 0,001 m²
- Anzahl der Ziele, die maximal aufgespürt werden können: 300
- Anzahl der Ziele, die gleichzeitig bekämpft werden können: 6
- Anzahl der Raketen, die gleichzeitig ins Ziel gelenkt werden können: 12
- Startmethode der Raketen: Heißstart, Vertical Launching System
- Anzahl der Startgeräte pro Batterie: 6

Der Iran plant bereits die Weiterentwicklung des Systems um größere Reichweiten abzudecken.

### Radare

#### Meraj-4
In der Vergangenheit wurde ein weiteres iranisches Aufklärungs- und Zielverfolgungsradar mit dem Namen Meraj-4 dem Bavar-373-Flugabwehrsystem zugeschrieben, jedoch wurde dieses Radar bei der offiziellen Präsentation nicht als Teil des Systems erwähnt. Hierbei handelt es sich um ein mobiles, einheimisches, langstreckengeeignetes 3D-Phased-Array-Frühwarnradar, das im S-Band-Frequenzbereich operiert und wahrscheinlich eher dem integrierten Luftverteidigungssystem des Irans zugehörig ist, also eine der Bavar-373-Batterie übergeordnete Einheit darstellt. Es soll einen Suchbereich von 400–500 km abdecken und Ziele in der Luft auf eine Distanz von 200 km verfolgen können. Äußerlich ähnelt es sehr stark dem chinesischen JYL-1-Aufklärungsradar. Die Rolle dieses Radars ist vergleichbar mit der des 64N6E/91N6E Big Bird in den S-300- bzw. S-400-Systemen. Durch die Frequenzagilität der aktiven Phased-Array-Antenne (AESA) müsste das Radar sehr schwer aufzuklären sein (LPI) und exzellente Störschutzmöglichkeiten besitzen. Laut Herstellerangaben verfügt es über fortgeschrittene elektronische Schutzmaßnahmen.

#### Überwachungs-,Zielverfolgungs- und Feuerleitradare

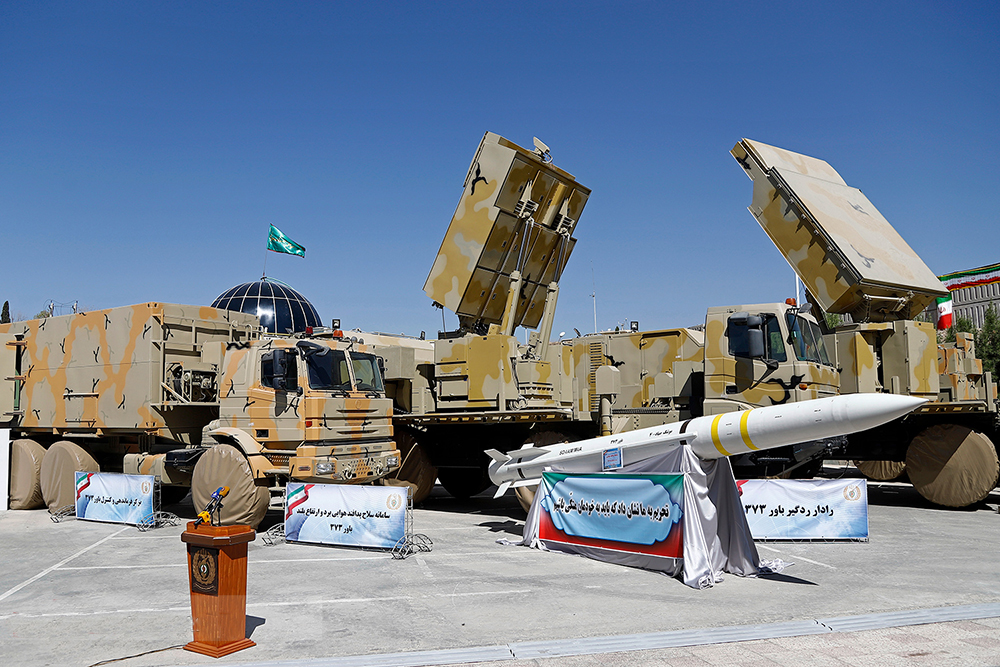
Feuerleitradare und Rakete des Systems

Wie beim S-300 werden auch beim Bavar-373 zwei Radare zur Überwachung, Zielverfolgung und Lenkung der Flugabwehrraketen genutzt, beim Patriot-System wird hierfür ein einziges Radar verwendet. Die iranischen Radarsysteme ähneln allerdings weder denen des S-300 noch denen des Patriot-Systems. Während die Überwachungs- und Feuerleitradare beim russischen S-300 nach dem Prinzip der passiven Phased-Array-Antennen (PESA) funktionieren, verwenden die Radare des iranischen Bavar-373-Systems aktive Phased-Array-Antennen (AESA). Aktive Phased-Array-Antennen (AESA) kommen ebenfalls beim S-400, dem Nachfolger des S-300, zum Einsatz. Die Namen der beiden Radare sind derzeit noch nicht bekannt. Jedoch handelt es sich aufgrund von Größe und Rolle bei dem Überwachungs- und Zielverfolgungsradar wahrscheinlich um ein S-Band-Radarsystem und bei dem Feuerleitradar vermutlich um ein X-Band-AESA-Radarsystem. Über dem Überwachungsradar ist eine große IFF-Antenne zur Freund-Feind-Erkennung deutlich zu sehen. Zur Leitung der Flugabwehrraketen wird ein bistatisches Radarverfahren angewendet.

### Lenkwaffenstarter
In einer Batterie befinden sich sechs Lenkwaffenstarter mit jeweils vier Raketenstartbehältern. Diese werden jeweils auf LKWs vom Typ Zoljanah angebracht. Im Gegensatz zum S-300, welches ein Kaltstart-System nutzt, um die Raketen mittels Gasdrucks aus den Raketenstartbehältern zu befördern und sie nachträglich zu zünden, wird beim Bavar-373 ein Heißstart-System verwendet, bei dem die Raketen bereits in den Raketenstartbehältern gezündet werden. Optisch ähneln die quadratischen Startkanister des iranischen Systems eher den Kanistern der M-901-Startgeräte des US-amerikanischen Patriot-Systems als den zylinderförmigen Startbehältern des russischen S-300. Sowohl das S-300/S-400 als auch das Bavar-373 feuern ihre Raketen aus einer vertikalen Position ab, was besonders vorteilhaft für die Nutzung dieser Systeme auf Schiffen (VLS) ist. Beim Patriot-System hingegen befindet sich das M-901-Startgerät beim Start der Lenkflugkörper in einer 70-Grad-Position.

### Lenkwaffen

#### Sayyad-4

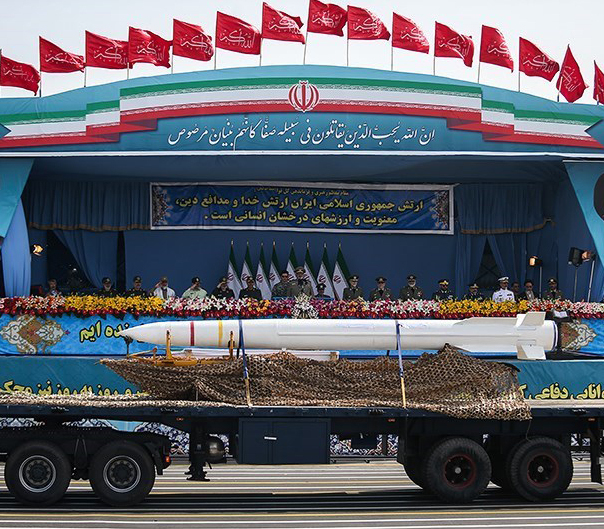
Sayyad-4-Boden-Luft-Lenkwaffe bei einer Militärparade

Die Sayyad-4-Boden-Luft-Raketen werden senkrecht gestartet und verfügen über Schubvektorsteuerung (TVC). Sie haben eine Reichweite von 200 km und erreichen Flughöhen von bis zu 27 km. Als Zielortungmethode kommt bei den Sayyad-4-Raketen entweder Seeker-Aided Ground Guidance (SAGG) oder Track-via-Missile (TVM) zum Einsatz. Diese beiden Steuerungstechniken haben gegenüber der aktiven Zielsuchlenkung unter anderem den Vorteil, dass sie besser gegen die Wirkung (feindlicher) elektronischer Gegenmaßnahmen geschützt sind. Seeker-Aided Ground Guidance (SAGG) hat zusätzlich den Vorteil, dass Kursberechnung sowohl von der Rakete als auch vom Radar am Boden durchgeführt werden können, wodurch eine Redundanz erreicht wird. Außerdem neigt diese Steuerungsmethode dazu keine Warnungen an Radarwarnanlagen (RWR) feindlicher Kampfflugzeuge auszulösen.

## Nutzer
Aktuelle Nutzer
- Iran – Flugabwehrkräfte der iranischen Armee

Interessenten
- Syrien – Streitkräfte Syriens: Laut Al-Masdar News hat das russische Luftfahrtportal „Avia.pro“ einen Bericht veröffentlicht, in dem syrische Militärquellen zitiert werden. Dem Bericht nach beabsichtige Syrien angeblich den Erwerb des iranischen Bavar-373-Flugabwehrraketensystems, nachdem sich das von Russland gelieferte S-300 in seiner Versuchsphase als ineffektiv erwiesen haben soll.[22] Der iranischen Nachrichtenagentur „Student News Network“ (SNN) zufolge bestätigte der stellvertretende Leiter der Luftverteidigungsbasis „Khatam al-Anbiya“ der iranischen Armee, dass Syrien dem Iran eine Anfrage für den Erwerb des Bavar-373-Boden-Luft-Lenkwaffensystems gestellt hat. Allerdings gab es auf die Anfrage bislang noch keine Zusage des Irans.[23] Mehr News veröffentlichte ebenfalls einen Bericht über ein syrisches Interesse an dem iranischen System.[24]